# Оптичка кохерентна томографија
Оптичка кохерентна томографија (ОCТ) је савремена безконтактна неинвазивна дијагностичка метода у офталмологији која се заснива на слојевном ласерском снимању мрежњаче и очног живца, што омогућава сагледавање попречних пресека унутрашње структура ока. Због својих перформанси, и неограниченог броја понављања, метода је значајна помоћ не само у дијагностици болести мрежњаче и очног живца, већ и у праћењу патолошких промена макуле (делу очног дна намењеног за централни вид и распознавање боја).

## Историја
Ова веома конформна дијагностичка метода, датира од 1991. године, а на човековој мрежњачи (ретини) по први пут је примењена 1993. године.

## Значај
Значај оптичке кохерентне томографије огледа се у томе што омогућава да се:
- На топографски начин прикаже дебљине мрежњаче и слоја нервних влакана;
- Обави директно упоређивање промена са налазом на очном дну;
- Изврши рана детекција, дијагностика и праћење ефеката конзервативне и хируршке терапије код различитих обољења мрежњаче ока.[6]

## Предности
Главне предности ОCТ су:
- Не захтева припрему пацијената, изузев примене мидријазе (ширења зеница) која не мора бити комплетна.
- Снимање је бесконтактно, па самим тим неинвазивно
- Слике снимљене у близини патолошких промена су микроскопске резолуције
- Директно снимање морфологије ткива
- Без претходних припрем за снимање (изузев ширења зеница)
- Пацијент није изложен јонизујућем зрачењу.

## Принцип рада
Оптичка кохерентна томографија (ОCТ) је модерна, неинвазивна технологија којом се добија налаз попречног пресека ретине ока. За разлику од других оптичких методе које се користе у офталмологији, ова метода користи инфрацрвено зрачење (~ 1 микрона), које има не само способност да продре значајно дубље (1-3 mm) у слојеве очних ткива, и поседује и већу резолуцију. Уз помоћ рачунара, потом се може извршити реконструкција физичких структура ока у две или три димензије.
Метода функционише по принципу распоређивања ласерског светла ИР (инфрацрвеног) спектра на слојеве испитиваног дела мрежњаче. Након усмеравања снопа светлости уређај региструје разлике у интензитету снопа светлости који се рефлектују од различитих слојева мрежњаче, мери време кашњења еха и на тај начин омогућава јасно диференцирање слојева мрежњаче, мерење њихове дебљине као и уочавање аномалија.

### Модели апарата
Тime domain OCT- TDOCT
Оптичка кохерентна томографија, која се заснива на принципу ниско-кохерентне светлосне интерферометрије, код конвенционалних уређаја time domain OCT- TDOCT, емитује светлосни зрак од стране суперлуминесцентне диоде који се цепа на два дела:
- Први је инцидентни, улази и пролази кроз оптичке медије а потом се рефлектује од стране слојева ретине,
- Други је зрак који се одбија од стране референтног огледала.

Промене позиције огледала на путу референтног слетлосног снопа омогућава анализу структура на различитим дубинама у току сваког светлосног ехоа, формирајући А-скен.Време неопходно за скенирање као и за прикупљање скенова је есенцијално и одређује квалитет сигнала, отуда назив time domain - у временском домену.
SD-OCT (spectral-domain OCT)
Савременији time domain OCT- TDOCT,, елиминише потребу за огледалом које се креће на путу референтног снопа светлости, што омогућава много брже добијање скена и високу резолуцију (ࣳ 10μм). Тиме SD-OCT омогућава сабирање великог броја снимака високе резолуције, 50 пута брже од стандардног time domain OCT- TDOCT, а 100 пута брже од првог ultrahigh resolution OCT-a. Слике које се добијају у две или три равни, представљају ин виво визуализацију унутрашње микроструктуре ретине односно макуле, заправо ради се о оптичкој биопсији макуле.
Добијене слике се уз помоћ компјутера могу анализирати до најмањих детаља. Према томе примена оптичке кохерентне томографије у офталмологији омогућава веома брз, једноставан, неинвазиван, поновљив и објективан начин, за сагледавање попречног пресека ретине и/или макуле.